# Monika Sosnowska
Monika Sosnowska (née le 7 mai 1972 à Ryki en Pologne) est une artiste contemporaine polonaise.

## Biographie
Monika Sosnowska étudie en premier lieu à l'Université des arts de Poznań, avant de suivre les cours de la Rijksakademie d’Amsterdam en 1999 et 2000.
Monika Sosnowska s'intéresse à l'architecture moderniste soviétique,. Elle réalise des œuvres monumentales en métal,.
Elle réside à l’Atelier Calder à Saché de mai à juillet 2014,,

## Œuvres

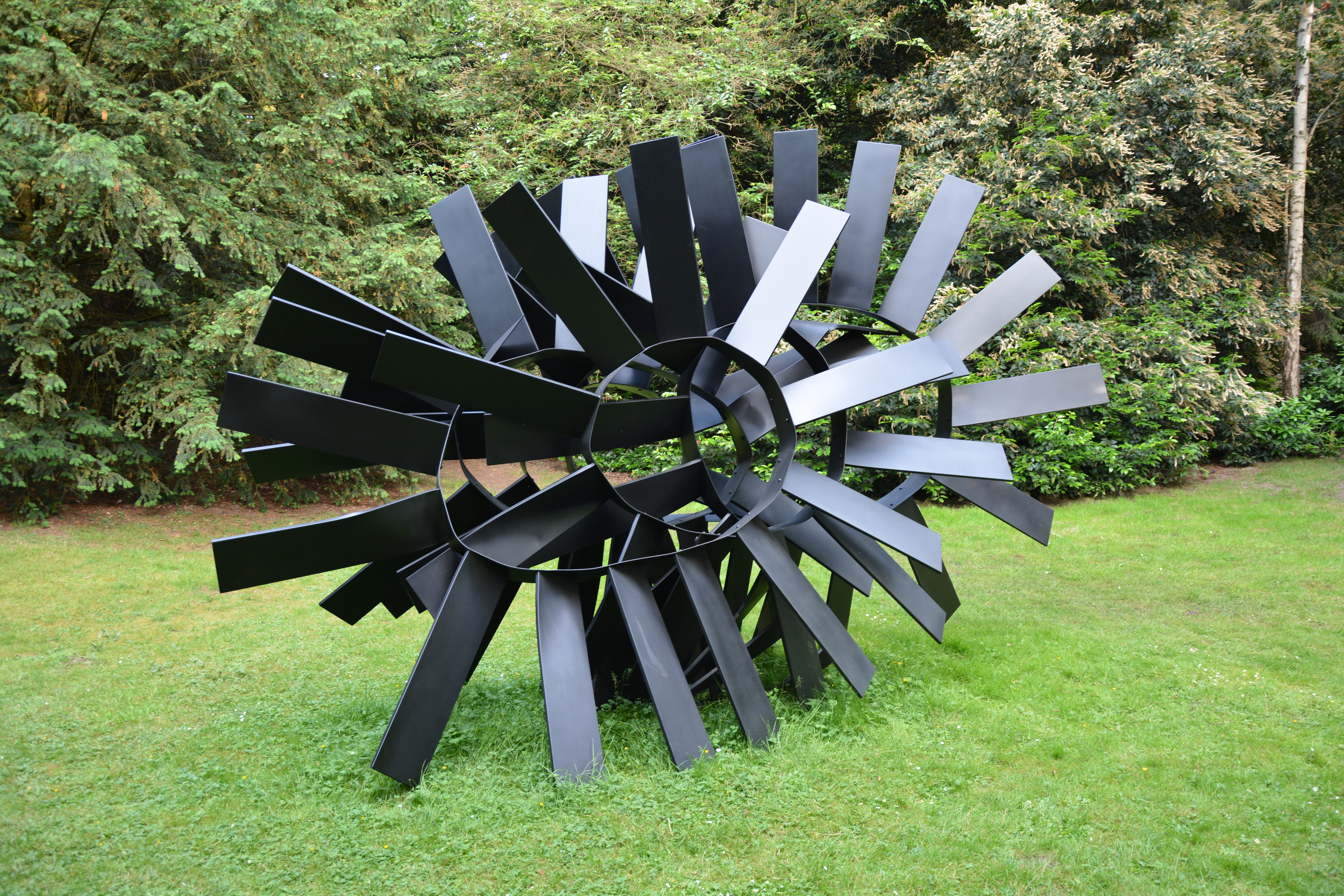
Monika Sosnowska, Stairs
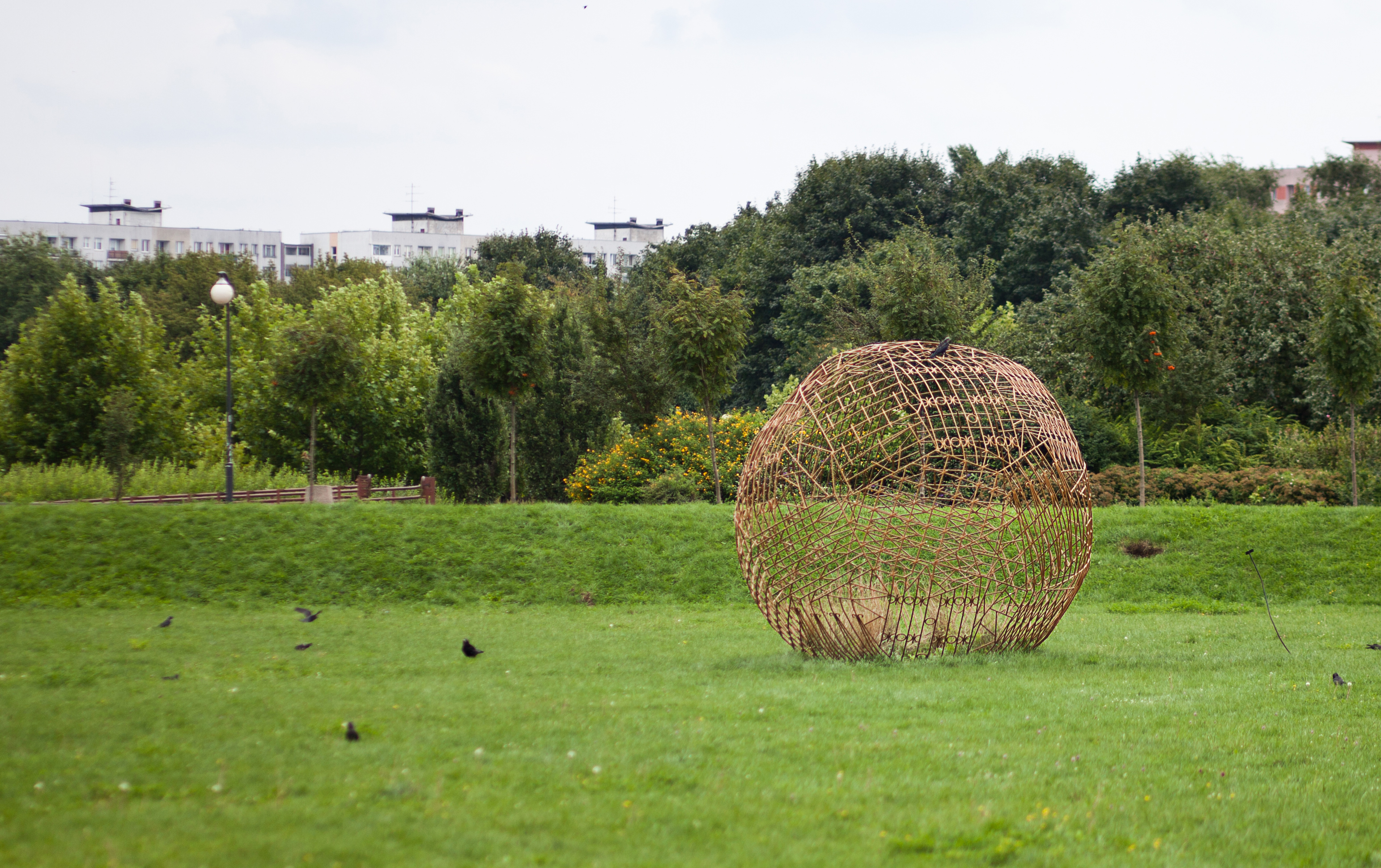
Monika Sosnowska, Krata
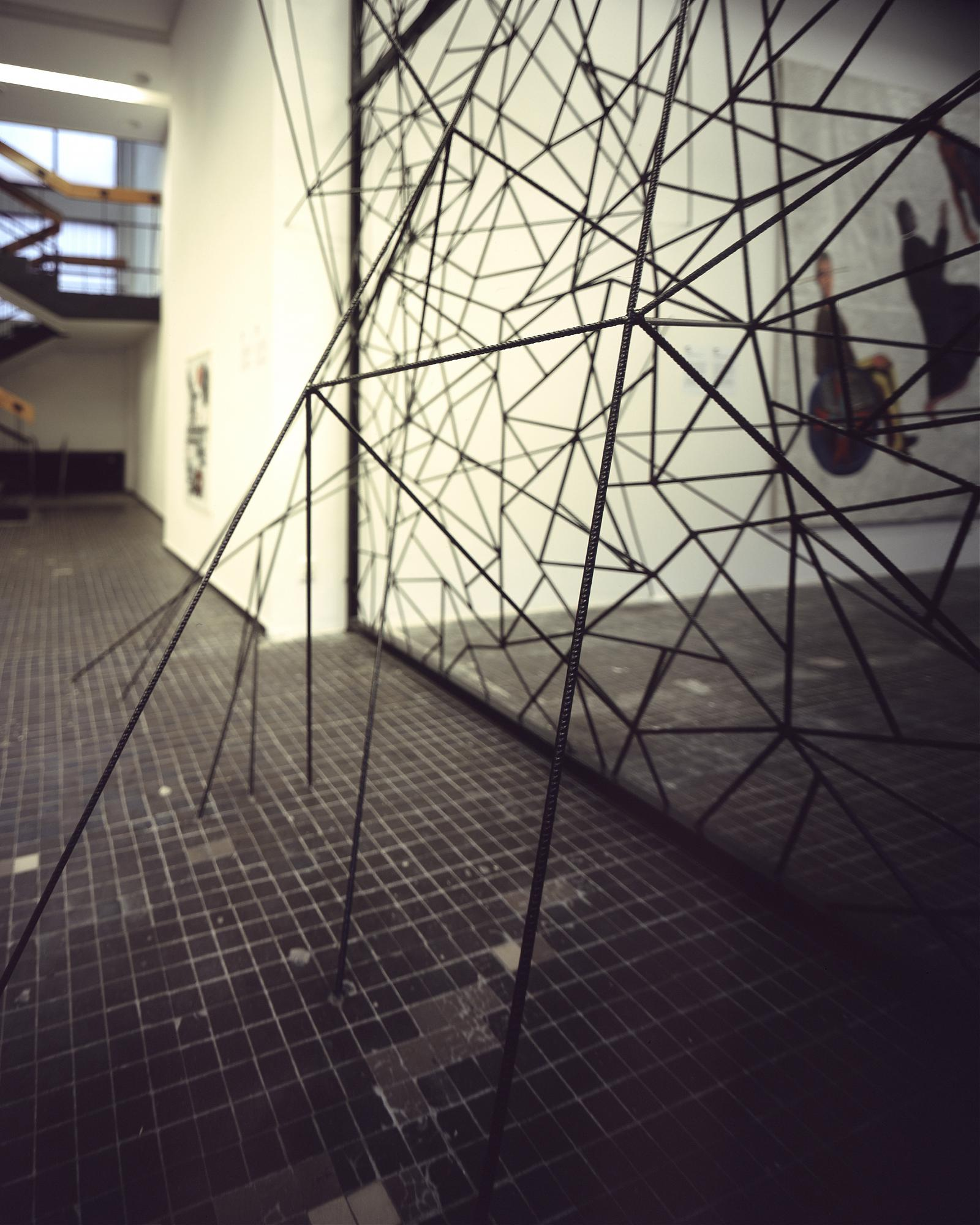
Monika Sosnowska, Krata
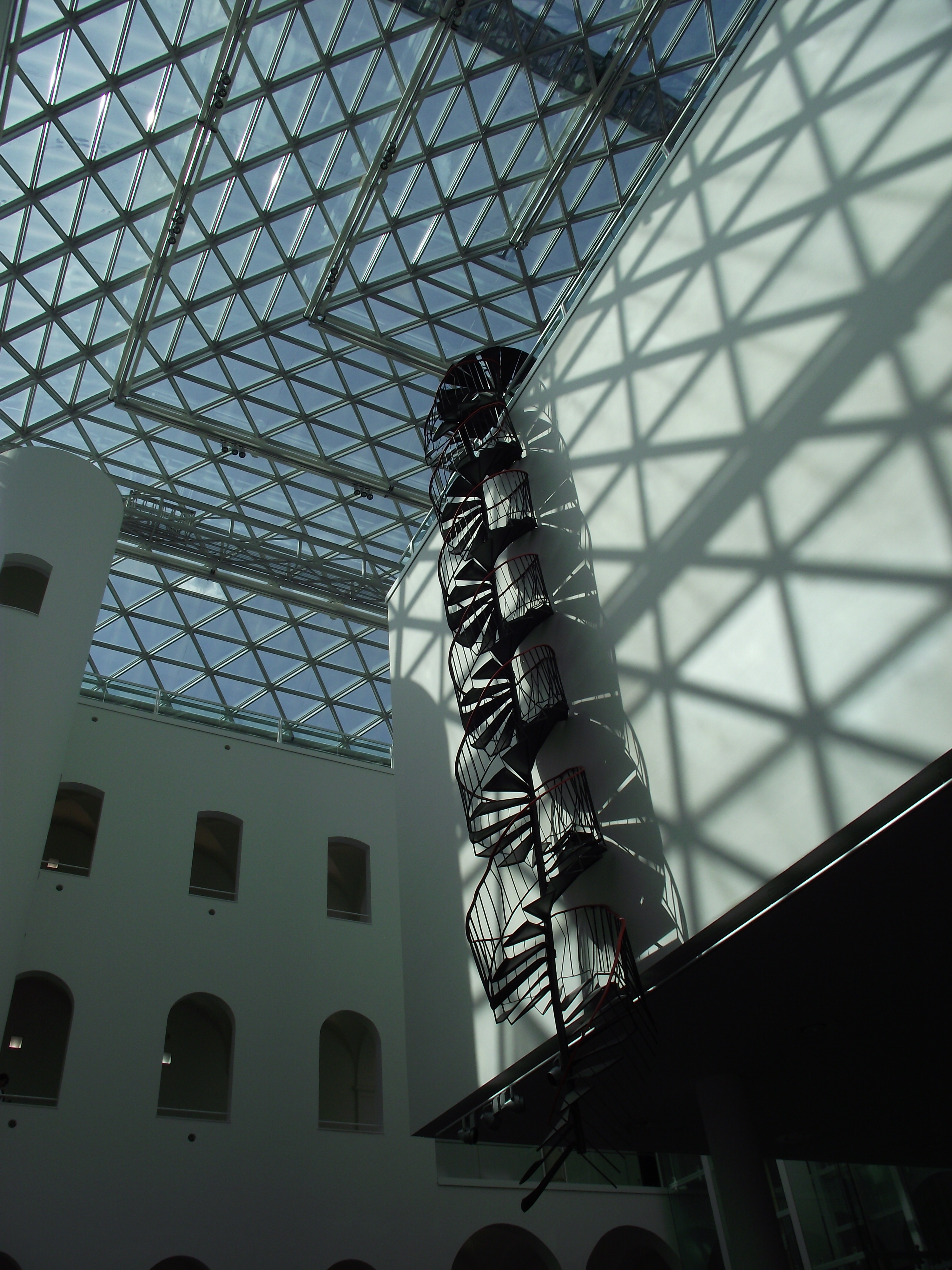
K21 Maison des États, Kunstsammlung Nordrhein-Westfalen, Düsseldorf

## Expositions
Monika Sosnowska représente la Pologne lors de la 52e Biennale de Venise, en 2007. Ses œuvres sont montrées en France dans l'exposition Les Promesses du passé, au musée national d'Art moderne, en 2010, et dans l'accrochage elles@centrepompidou l'année précédente.

## Ouvrages
- Cotter Suzanne et Świtek Gabriela, Architectonisation, Monika Sosnowska, Dijon, Les Presses du réel, 2015